# Marek Napierała
Marek Paweł Napierała (zm. w sierpniu 2021) – polski  specjalista w zakresie nauk o kulturze fizycznej, dr hab.

## Życiorys
10 marca 1999 obronił pracę doktorską Dynamika rozwoju fizycznego i motorycznego dzieci regionu bydgoskiego, następnie uzyskał stopień doktora habilitowanego. Został zatrudniony na stanowisku profesora w Instytucie Turystyki, Hotelarstwa i Gastronomii na Wydziale Turystyki i Geografii Wyższej Szkole Gospodarki w Bydgoszczy, oraz profesora uczelni w Instytucie Kultury Fizycznej Uniwersytetu Kazimierza Wielkiego.
Był profesorem nadzwyczajnym Instytutu Zdrowia i Kultury Fizycznej na Wydziale Studiów Stosowanych Wyższej Szkole Gospodarki w Bydgoszczy i Instytutu Kultury Fizycznej na Wydziale Kultury Fizycznej, Zdrowia i Turystyki Uniwersytetu Kazimierza Wielkiego.
Awansował na stanowisko kierownika w Instytucie Kultury Fizycznej na Wydziale Kultury Fizycznej, Zdrowia i Turystyki Uniwersytetu Kazimierza Wielkiego.
Zmarł w sierpniu 2021.